# 江南街道 (江门市)
江南街道，是中华人民共和国广东省江门市江海区下辖的一个街道办事处。
2015年7月31日，江门市人民政府批复同意江海区调整部分街道行政区划，撤销滘头、滘北街道办事处，将其行政区划并入江南街道办事处，调整后，江南街道辖区面积13.62平方公里，辖下13个社区居委会、2个经联社和14个经济合作社，常住人口7.79万人，其中户籍人口4.55万人，暂住半年以上外来人口3.23万人，街道办事处驻滘头东路33号。

## 行政区划
江南街道下辖以下地区：
桥南社区、中沙社区、江翠社区、新中社区、蓬苑社区、竹苑社区、仁美社区、建联社区、银城社区、正南社区、永明社区、北湾社区和富横社区。